# トランス・ワールド航空840便爆破事件
トランス・ワールド航空840便爆破事件は、1986年4月2日、ロサンゼルスからニューヨーク、ローマ、アテネを経由してカイロまで飛ぶ定期便であったトランス・ワールド航空840便がギリシャ上空で爆破された事件。

## 事件の経緯

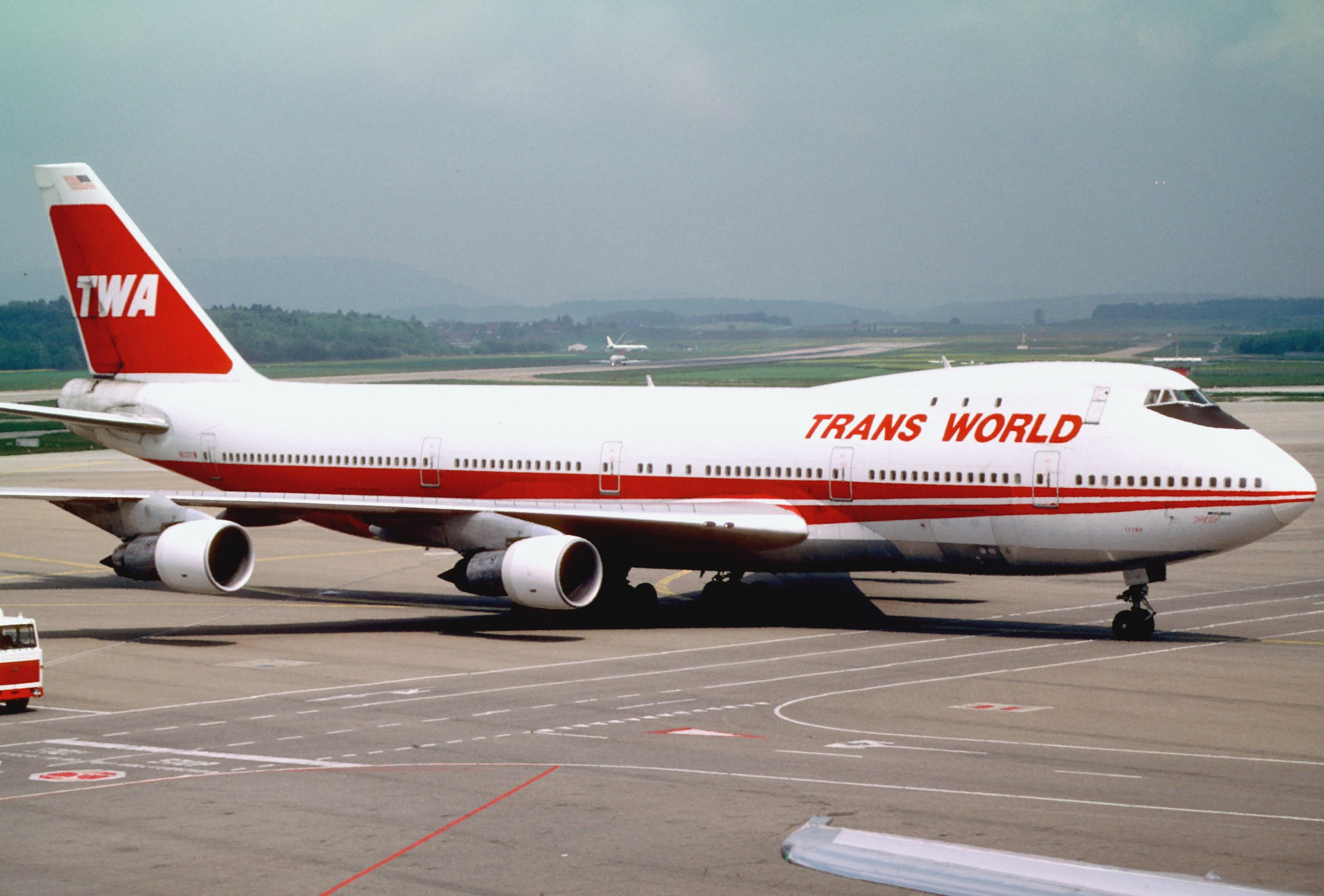
トランス・ワールド航空の747

840便はロサンゼルスからローマまではボーイング747、残りのローマからカイロまでがボーイング727による運行されていた。アテネに着陸する約20分前、10Fの座席の下に隠された爆弾がギリシャ、アルゴス上空で爆発し、機体の右側に穴を開けた。その際、8ヶ月の幼児を含む4人のアメリカ人乗客が穴から外へ投げ出された。また、同時に客室は急減圧にみまわれ7人が破片で怪我をした。その後異常事態を確認した機長は緊急着陸を敢行し、118人の乗員乗客は一命を取り留めた。
のちに機長は緊急着陸時には機体の扉が故障したと思っており、着陸後に初めて爆破テロであることに気付いたと話している。

## 事件の調査
機体から投げ出された4人のうち3人の遺体は、アルゴス近郊の牧草地から、もう1人は海で見つかった。
アラブ革命細胞と名乗る団体は数年前にシドラ湾で起きたリビアとアメリカ合衆国との衝突の報復だと発表した。
調査官は、爆弾は1ポンド程のプラスチック爆薬を使ったものであると結論付けた。後日機体に爆弾を仕掛けた容疑でレバノン人の女性が逮捕された。アブ・ニダルグループに依頼され、座席のクッションの下に設置したとされる。